# Бобково (Псковская область)
Бобково — деревня в Печорском районе Псковской области России. Входит в состав сельского поселения «Новоизборская волость».
Расположена в 8 км к западу от волостного центра, деревни Новый Изборск.

## Население
Численность населения деревни на конец 2000 года составляла 21 житель.
| 2001 | 2002 | 2010 |
| ---- | ---- | ---- |
| 21   | ↘20  | ↘11  |